# Filastrius von Brescia

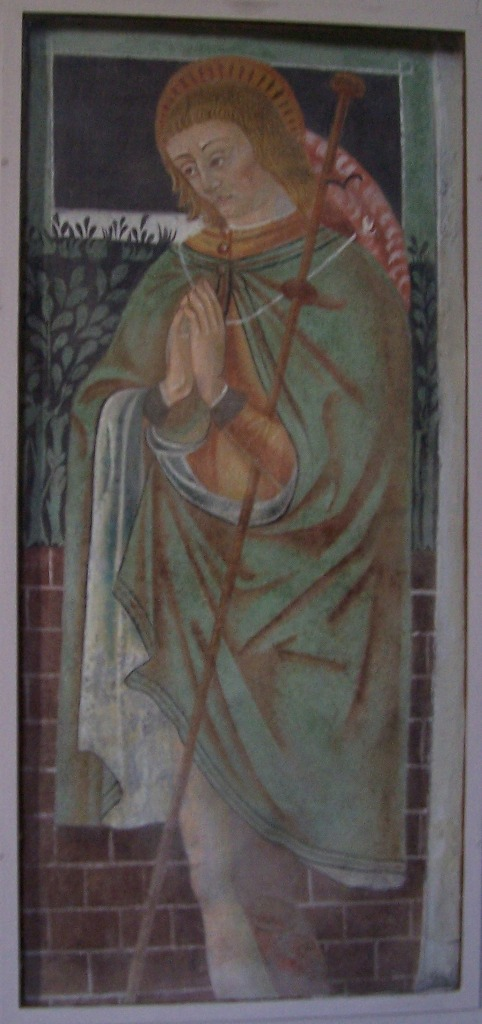
Hl. Filastrius (Statue; Kirche San Filastrio in Grevo, Cedegolo)

Filastrius von Brescia (auch Brixiensis, Brixianus; * wohl um 330; † vor 4. April 397) war der Überlieferung nach der sechste Bischof von Brescia. Zum Priester wurde er evtl. 360, zum Bischof evtl. 380 geweiht, war allerdings kein gebürtiger Brescianer. Er unternahm zahlreiche Missionsreisen, die ihn durch die gesamte römische Welt führten. Dabei setzte er sich besonders mit der jüdischen Religion, dem alten römischen Götterglauben und den spätantiken Häresien (darunter besonders dem Arianismus) auseinander. In Mailand bezog er gegen den arianischen Bischof Auxentius Stellung. 381 nahm er an der Synode von Aquileia teil.
Vermutlich im Zeitraum von 370 bis 380 verfasste er den Diversarum hereseon liber, eine ausführliche Schrift gegen die Häresien, in der er in 156 Kapiteln jeweils eine Häresie behandelte. Als Quelle diente ihm dabei das Panarion des Epiphanius von Salamis, das allgemein als qualitativ höherwertig eingestuft wird. Zusammen mit dem Panarion diente der Diversarum hereseon liber seinerseits wieder als Quelle für Augustinus, als er sein Buch De haeresibus schrieb. Inhaltlich setzt Augustinus sich mit dem Diversarum hereseon liber allerdings kritisch auseinander und ist der Auffassung, Filastrius habe Lehren als Irrlehren bezeichnet, die eigentlich keine seien, was bei der Anzahl von 156 angeblichen Irrlehren auch plausibel scheint.
Sein Nachfolger Gaudentius gibt seinen Todestag mit einem 18. Juli an. Eine Anmerkung in einer mittelalterlichen Handschrift bezeugt, dass Filastrius in der Kirche St. Andrea bei der Porta Romana in Brescia bestattet wurde. Heute befinden sich seine Reliquien zusammen mit denen des hl. Apollonius in der Kathedrale von Brescia.
Er ist ein Heiliger der katholischen Kirche mit Festtag am 18. Juli.